# Dụ ngôn Hai người con
Hai người con là một dụ ngôn của Chúa Giê-xu được Matthêu chép trong sách Phúc âm mang tên ông ở chương 21 từ câu 28-32. Dụ ngôn này thuật lại cách đối xử của hai người con đối với cha mình, ngụ ý hai thái độ khác nhau đối với Lời Chúa, hoặc hai hạng người có tính cách đối nghịch nhau nhưng luôn tồn tại kề cận nhau trong hội thánh.

## Nội dung
| “                                                                      | Các ông nghĩ sao: "Một người kia có hai con trai. Ông ta đến nói với người thứ nhất: "Này con, hôm nay con hãy đi làm vườn nho". Nó đáp: "Con không muốn đâu!". Nhưng sau đó, nó hối hận, nên lại đi. Ông đến gặp người thứ hai, và cũng bảo như vậy. Nó đáp: "Thưa ngài, con đây!" nhưng rồi lại không đi. Trong hai người con đó, ai đã thi hành ý muốn của người cha?". Họ trả lời: "Người thứ nhất". Đức Giê-su nói với họ: "Tôi bảo thật các ông: những người thu thuế và những cô gái điếm vào Nước Thiên Chúa trước các ông. Vì ông Gio-an đã đến chỉ đường công chính cho các ông, mà các ông không tin ông ấy; còn những người thu thuế và những cô gái điếm lại tin. Phần các ông, khi đã thấy vậy rồi, các ông vẫn không chịu hối hận mà tin ông ấy". | ” |
| — Matthêu 21:28-32, Bản dịch của Nhóm Phiên dịch Các giờ kinh Phụng vụ | |   |

## Ý nghĩa
Dụ ngôn khắc họa hai tính cách đối nghịch nhau. Khi cha yêu cầu ra làm việc ngoài vườn nho, phản ứng tức thì của hai người con hoàn toàn khác nhau: Đứa con đầu liền dạ vâng nhưng không làm gì cả, đứa con thứ hai phản kháng, nhưng lại ăn năn và tuân phục cha.
Dù đề kháng, bất tuân, và vô lễ, cuối cùng đứa con thứ hai cũng chịu xét mình, ăn năn tội và thực thi bổn phận làm con. Phản ứng tự nhiên của người sống trong tội lỗi là thù nghịch với giáo huấn của Thiên Chúa, như cách đứa con thứ hai đối với cha mình. Họ không muốn tuân phục, kính sợ Chúa, cũng không làm ra vẻ tôn kính ngài. Họ chỉ muốn khước từ ngài. Song, sau khi bị bắt phục về tội lỗi, họ ăn năn, quay trở lại và thể hiện lòng hối cải bằng hành động thuận phục của người làm con.
Còn đứa con kia là kẻ khoác lác, dễ hứa mau quên, và hoàn toàn vô trách nhiệm. Dù luôn tỏ ra tôn kính và thuận phục cha mình, người này chưa bao giờ thực sự quan tâm đến bổn phận làm con. Sự mâu thuẫn giữa lời nói và việc làm bộc lộ tính cách thật của người ấy: đạo đức giả. Đứa con đầu không chịu ra vườn làm việc là vì đối với người ấy sự vâng phục bằng lời nói là đủ rồi, và vì người ấy không hề quan tâm đến tình cảm, lợi ích, cùng sự kỳ vọng của cha mình.
Khi giải thích dụ ngôn, Chúa Giê-xu bảo cho các thầy tế lễ và các trưởng lão trong dân – trước đó những người này tìm đến để bắt bẻ Chúa Giê-xu - biết rằng chính những kẻ tội lỗi và bị khinh miệt trong xã hội (bọn thu thuế và phường kỹ nữ) là những người sẽ đáp ứng với thông điệp phúc âm, còn họ "dẫu thấy vậy cũng không chịu ăn năn." Sự cứng lòng cũng là một đặc tính cố hữu của những người đạo đức giả.